# 安藤恒也
安藤 恒也（あんどう つねや、1945年 - ）は、日本の物理学者。東京大学名誉教授、東京工業大学名誉教授・栄誉教授。

## 経歴
- 1968年3月、東京大学理学部物理学科卒業
- 1970年3月、東京大学大学院理学系研究科物理学専門課程修士課程修了
- 1973年3月、東京大学大学院理学系研究科物理学専門課程博士課程修了（理学博士）
- 1973年4月、東京大学理学部助手
- 1975年2月～12月、ミュンヘン工科大学　客員研究員
- 1976年1月～12月、フンボルト研究員（ミュンヘン工科大学）
- 1977年9月～78年9月、米国IBM Thomas J. Watson研究所　客員研究員
- 1979年1月、筑波大学物理工学系助教授
- 1983年7月、東京大学物性研究所助教授
- 1990年1月、東京大学物性研究所教授
- 2002年4月、東京工業大学大学院理工学研究科物性物理学専攻教授
- 2006年6月、東京大学名誉教授
- 2011年3月、東京工業大学名誉教授
- 2011年4月、東京工業大学理工学研究科物性物理学専攻特命教授
- 2011年7月、東京工業大学栄誉教授
- 2012年4月～2014年3月、日本物理学会JPSJ編集委員長・理事
- 2016年4月、東京工業大学研究員
- 2017年9月、大韓民国成均館大学ナノ技術研究所名誉所長
- 2018年4月、公益財団法人豊田理化学研究所客員フェロー
- 2021年12月、日本学士院会員

## 研究
専門は物性物理学。
特に1975年に整数量子ホール効果を理論的に示唆したことで有名（松本幸雄、植村泰忠との共著）。これは1985年にクラウス・フォン・クリッツィングにより実験的に実証された。

## 主な受賞歴・栄典
- 1982年 - 仁科記念賞
- 1983年 - 学士院賞
- 2006年 - 江崎玲於奈賞
- 2021年 - 物質・材料研究機構よりNIMS Award
- 2023年4月 - 瑞宝重光章[3][4]